# 36기 왕위전
36기 왕위전은 중앙일보가 주최하고 한국기원 소속 전문기사로 참가한 국내 기전이다. 도전 5번기 에서는 왕위 이창호 九단이 도전자 이세돌 九단을 3:1으로 타이틀을 방어하며 7연패와 통산 8회 우승을 차지했다.

## 도전 5번기
| 결승전 |                     |   |  |  |  |  |
|        |                     |   |  |  |  |  |
|        |                     |   |  |  |  |  |
|        | 이창호 九단(왕위)   | 3 |  |  |  |  |
|        | 이세돌 三단(도전자) | 2 |  |  |  |  |

## 대국 결과
| 대진     | 연도   | 대국일자 | 승자        | 패자        | 결과             | 기보 |
| -------- | ------ | -------- | ----------- | ----------- | ---------------- | ---- |
| 도전 1국 | 2002년 | 7월 12일 | 이세돌 三단 | 이창호 九단 | 157수 흑 불계승  |      |
| 도전 2국 | 2002년 | 7월 19일 | 이창호 九단 | 이세돌 三단 | 165수 흑 불계승  |      |
| 도전 3국 | 2002년 | 7월 26일 | 이창호 九단 | 이세돌 三단 | 158수 흑 불계승  |      |
| 도전 4국 | 2002년 | 8월 6일  | 이세돌 三단 | 이창호 九단 | 271수 백 2집반승 |      |
| 도전 5국 | 2002년 | 8월 13일 | 이창호 九단 | 이세돌 三단 | 314수 백 3집반승 |      |